# شهرستان یونمنگ
شهرستان یونمنگ (به لاتین: Yunmeng County) یک شهرستان‌های جمهوری خلق چین در چین است که در شیاوگان واقع شده‌است.
 شهرستان یونمنگ  ۵۲۴٬۷۹۹ نفر جمعیت دارد.